# Bien de familia (serie de televisión)
Bien de familia es una serie de televisión dramática argentina emitida por la TV Pública. Sigue la historia de un financista que desaparece luego de contraer una deuda y decide esconderse en la casa de su empleada doméstica, mientras que su esposa se responsabiliza por sus obligaciones. Está protagonizada por Susana Pampín, César Bordón, Rosana Vezzoni, Eduardo Cutuli, Julián Larquier, Sofía Palomino y Sofía Bertolotto. La serie se estrenó el 13 de marzo de 2014.
El 30 de abril de 2021, la TV Pública emitió nuevamente la serie dentro de su programación.

## Sinopsis
Mario es una financista que decide esconderse en la casa de su empleada doméstica Rosa, para pensar en cómo fugarse con el dinero de sus acreedores, mientras tanto su esposa Flora, una psicóloga emprende una búsqueda por encontrarlo luego de haber tenido una diferencia con él durante su fiesta de aniversario por los 25 años de casados.

## Elenco

### Principal
- Susana Pampín como Flora Kaplan
- César Bordón como Mario Acosta
- Rosana Vezzoni como Rosa
- Eduardo Cutuli como Antonio
- Julián Larquier como Tomás Acosta
- Sofía Palomino como Lili
- Sofía Bertolotto como Julieta Acosta

### Secundario
- Kirsten Ross como Gudula
- Lucía Alfonsín como Martina
- Josefina Scaro como Leticia Miranda
- Nora Zinsky como Beatriz Folgar
- Abian Vainstein como Arturo Folgar
- Adriana Ferrer como Clara Rudisky
- Martín Papanicolau como Armando
- Ximena Banús como Mónica

### Participaciones
- Ernesto Bauer como Pastor
- Ernesto Díaz como Lucio
- Cristina Blanco como Gladis
- Luis Contreras como Pocho
- Fernando Pardo como Oficial Jiménez
- Mariano Antonetti como «La Chancha»
- Javier Dubra como Julián
- Lalo Gómez como Elvio

## Episodios
| N.º | Título        | Dirigido por  | Escrito por                 | Fecha de emisión original | Audiencia (millones) |
| --- | ------------- | ------------- | --------------------------- | ------------------------- | -------------------- |
| 1   | «Episodio 1»  | Jorge Gaggero | Jorge Gaggero y Mara Pescio | 13 de marzo de 2014       | 1.2                  |
| 2   | «Episodio 2»  | Jorge Gaggero | Jorge Gaggero y Mara Pescio | 20 de marzo de 2014       | 0.6                  |
| 3   | «Episodio 3»  | Jorge Gaggero | Jorge Gaggero y Mara Pescio | 27 de marzo de 2014       | —                    |
| 4   | «Episodio 4»  | Jorge Gaggero | Jorge Gaggero y Mara Pescio | 3 de abril de 2014        | —                    |
| 5   | «Episodio 5»  | Jorge Gaggero | Jorge Gaggero y Mara Pescio | 10 de abril de 2014       | —                    |
| 5   | «Episodio 5»  | Jorge Gaggero | Jorge Gaggero y Mara Pescio | 17 de abril de 2014       | —                    |
| 6   | «Episodio 6»  | Jorge Gaggero | Jorge Gaggero y Mara Pescio | 24 de abril de 2014       | 0.5                  |
| 7   | «Episodio 7»  | Jorge Gaggero | Jorge Gaggero y Mara Pescio | 1 de mayo de 2014         | —                    |
| 8   | «Episodio 8»  | Jorge Gaggero | Jorge Gaggero y Mara Pescio | 8 de mayo de 2014         | —                    |
| 9   | «Episodio 9»  | Jorge Gaggero | Jorge Gaggero y Mara Pescio | 15 de mayo de 2014        | 0.2                  |
| 10  | «Episodio 10» | Jorge Gaggero | Jorge Gaggero y Mara Pescio | 22 de mayo de 2014        | 0.3                  |
| 11  | «Episodio 11» | Jorge Gaggero | Jorge Gaggero y Mara Pescio | 29 de mayo de 2014        | —                    |
| 12  | «Episodio 12» | Jorge Gaggero | Jorge Gaggero y Mara Pescio | 5 de junio de 2014        | 0.5                  |
| 13  | «Episodio 13» | Jorge Gaggero | Jorge Gaggero y Mara Pescio | 12 de junio de 2014       | —                    |